# Guatapé
Guatapé est une municipalité située dans le département d'Antioquia, en Colombie, dont le Peñón de Guatapé constitue l'une des principales attractions touristiques. 